# 上海医药
上海医药集团股份有限公司（英文:“Shanghai Pharmaceuticals Holding Co., Ltd.”，简称“上海医药”，上交所：601607，港交所：02607）为一家总部位于上海的全国性大型医药产业集团公司，公司由上海市国资委（通过上海上实和上药集团）间接控股。公司的业务涵盖了包括药品研发、制造、分销和零售在内的医药全产业链，同时为制药企业、医疗机构和相关单位提供医药增值服务和供应链解决方案。公司是中国鲜有的在药品制造和销售领域均处于领先地位的医药企业。

## 历史沿革

### 分销业务
- 1952年10月，中国医药公司上海分公司成立，隶属于中国医药公司华东区公司，兼隶于上海市工商局,1953年3月改隶上海市商业局[1]
- 1955年9月，公司更名为“中国医药公司上海市公司”
- 1958年2月，公司更名为“上海市医药公司”
- 1959年1月，公司并入上海医药采购供应站
- 1962年7月，自上海医药采购供应站分设“中国医药公司上海市公司”，隶属于上海市第一商业局，1979年7月改隶上海市医药管理局
- 1972年4月，公司更名为“上海市医药公司”
- 1995年12月，公司改制为“上海市医药有限公司”，隶属于上海市医药管理局，后成为上海医药（集团）总公司的成员企业
- 1998年7月，借壳上市，公司改制为“上海市医药股份有限公司”，是上海医药（集团）总公司的成员企业
- 2010年1月，被上海医药（集团）有限公司借壳上市，公司改制为“上海医药分销控股有限公司”，是上海医药的成员企业

### 制药业务
- 1954年1月，上海医药工业公司成立，隶属于国家轻工业部[1]
- 1956年1月，上海市制药工业公司成立，隶属于上海市第二轻工业局
- 1956年8月，上海医药工业公司和上海市制药工业公司合并为“上海市医药工业公司”，隶属于国家化学工业部，兼隶于上海市第二轻工业局，1957年7月，改隶上海市化学工业局
- 1964年11月，公司更名为“中国医药工业公司上海分公司”，改隶中国医药工业公司
- 1968年10月，公司复名为“上海市医药工业公司”，改隶上海市化学工业局，1979年7月改隶上海市医药管理局
- 1987年9月，公司解散，成员企业直隶于上海市医药管理局。

### 中药材业务
- 1955年1月，中国药材公司上海市公司成立，隶属于中国药材公司，兼隶于上海市第一商业局[1]
- 1955年7月，公司更名为“中华全国供销合作总社上海中药材经营处”，改隶于中华全国供销合作总社上海办事处
- 1956年4月，公司复名为“中国药材公司上海市公司”，改隶于中国药材公司，兼隶于上海市第一商业局，1957年3月改隶于上海市卫生局，1964年1月改隶于上海市第一商业局，1979年1月改隶于上海市医药管理局
- 1958年1月，公司更名为“上海市药材公司”
- 1992年4月，公司改制为“上海市药材有限公司”，隶属于上海市医药管理局，后成为上海医药（集团）总公司的成员企业[2]。

### 上市情况

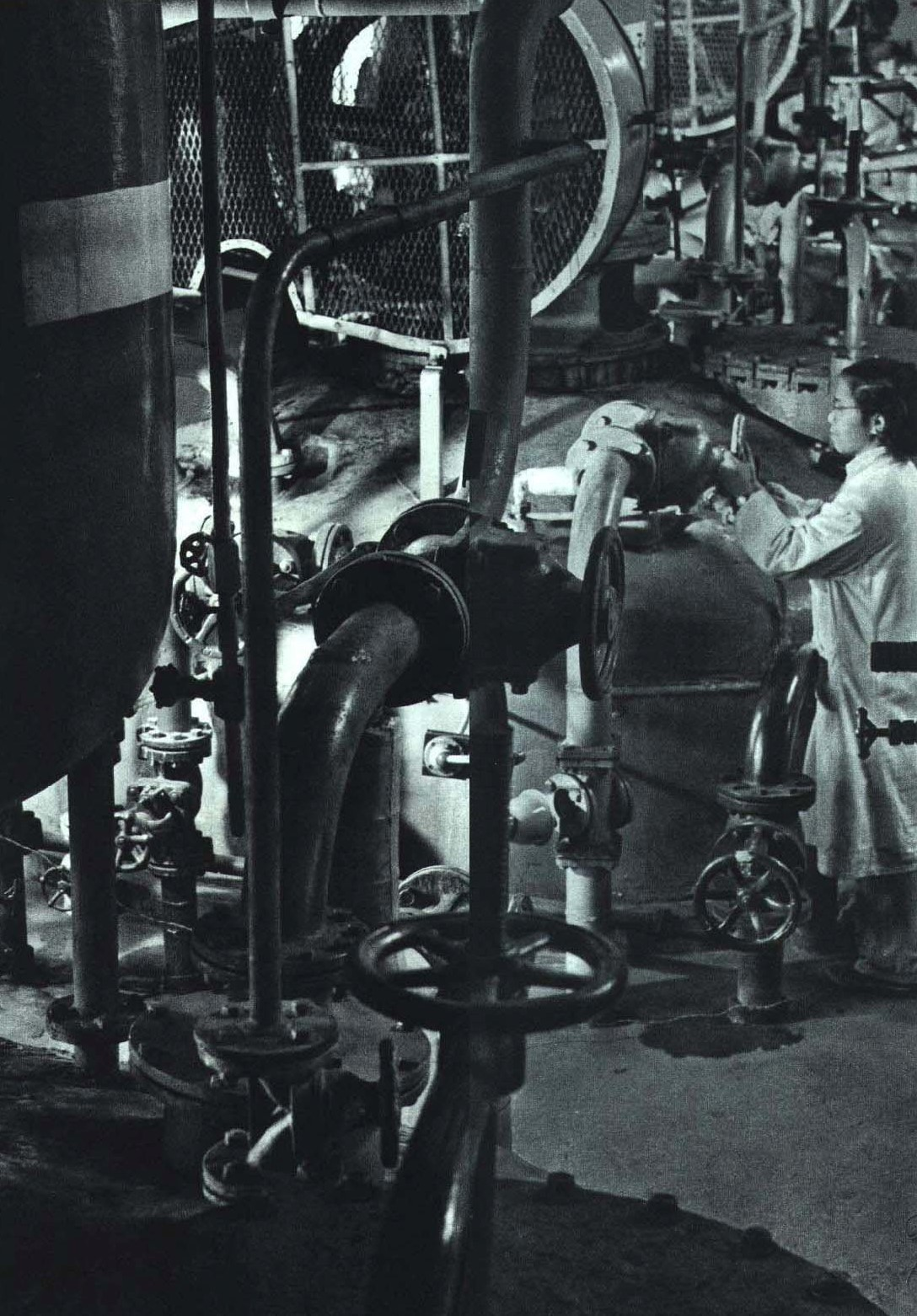
1964年上海第四制药厂链霉素车间

- 上海医药的前身为原上海第四制药厂。1993年10月，经中国证券监督管理委员会批准，原上海第四制药厂首次向社会公众发行人民币普通股1,500万股，并于1994年3月24日在上海证券交易所上市，正式改制为“上海四药股份有限公司”。
- 1998年7月，在原上海医药（集团）总公司的统筹协调下，上海市医药有限公司、上海医药工业销售有限公司、上海天平制药厂等企业和原上海四药股份有限公司进行了资产重组（置换），重组后的公司更名为“上海市医药股份有限公司”。
- 2010年1月29日，经证监会批准，公司吸收合并了原上海实业医药投资股份有限公司（原上交所：600607）和上海中西药业股份有限公司（原上交所：600842），合并后的公司更名为“上海医药集团股份有限公司”。
- 2011年5月20日，公司在香港交易所上市，融资规模达147亿元人民币，为5年来全球最大的医药企业IPO。而公司也成为了中国内地首家“A+H股上市”的大型医药企业。
- 2013年3月12日，上海醫藥獲董事會通過決議同意以4.444億元人民幣，向杭州市正大青春寶職工持股會收購正大青春寶藥20%股益，使持股量由55%增至75%。

## 股本结构
截至2011年12月末，上海医药的总股本为268,891万股；其中，国家持股（含国有法人持股）占总股本的31.70%；境内无限售条件的流通股份占39.81%，境外无限售条件的流通股份占28.48%。公司的前五大股东及其持股比例分别为：

1. 香港中央结算（代理人）有限公司（境外法人），28.42%
2. 上海医药（集团）有限公司（国有法人），27.89%
3. 上海上实（集团）有限公司（国有法人），6.81%
4. 上海盛睿投资有限公司（国有法人），6.04%
5. 申能（集团）有限公司（国有法人），3.02%

上海医药与股东及实际控制人的股权关系如下：

|             |             |             |             |             |             |  |  |          |          |          |          |          |          |  |  |          |          |          |          | 上海市国资委                            |          |  |  |          |          |          |          |          |          |  |  |          |          |          |          |          |          |  |  |             |             |             |             |             |             |  |  |  |  |  |  |  |  |  |  |  |  |  |  |  |  |  |  |  |  |  |  |  |  |  |  |  |  |  |  |  |  |  |  |  |  |
|             |             |             |             |             |             |  |  |          |          |          |          |          |          |  |  |          |          |          |          |                                         |          |  |  |          |          |          |          |          |          |  |  |          |          |          |          |          |          |  |  |             |             |             |             |             |             |  |  |  |  |  |  |  |  |  |  |  |  |  |  |  |  |  |  |  |  |  |  |  |  |  |  |  |  |  |  |  |  |  |  |  |  |
|             |             |             |             |             |             |  |  |          |          |          |          |          |          |  |  |          |          |          |          |                                         |          |  |  |          |          |          |          |          |          |  |  |          |          |          |          |          |          |  |  |             |             |             |             |             |             |  |  |  |  |  |  |  |  |  |  |  |  |  |  |  |  |  |  |  |  |  |  |  |  |  |  |  |  |  |  |  |  |  |  |  |  |
|             |             |             |             |             |             |  |  | 国盛集团 | 国盛集团 | 国盛集团 | 国盛集团 | 国盛集团 | 国盛集团 |  |  | 申能集团 | 申能集团 | 申能集团 | 申能集团 | 申能集团                                | 申能集团 |  |  | 上海上实 | 上海上实 | 上海上实 | 上海上实 | 上海上实 | 上海上实 |  |  |          |          |          |          |          |          |  |  | 华源集团    | 华源集团    | 华源集团    | 华源集团    | 华源集团    | 华源集团    |  |  |  |  |  |  |  |  |  |  |  |  |  |  |  |  |  |  |  |  |  |  |  |  |  |  |  |  |  |  |  |  |  |  |  |  |
|             |             |             |             |             |             |  |  | 国盛集团 | 国盛集团 | 国盛集团 | 国盛集团 | 国盛集团 | 国盛集团 |  |  | 申能集团 | 申能集团 | 申能集团 | 申能集团 | 申能集团                                | 申能集团 |  |  | 上海上实 | 上海上实 | 上海上实 | 上海上实 | 上海上实 | 上海上实 |  |  |          |          |          |          |          |          |  |  | 华源集团    | 华源集团    | 华源集团    | 华源集团    | 华源集团    | 华源集团    |  |  |  |  |  |  |  |  |  |  |  |  |  |  |  |  |  |  |  |  |  |  |  |  |  |  |  |  |  |  |  |  |  |  |  |  |
|             |             |             |             |             |             |  |  |          |          |          |          |          |          |  |  |          |          |          |          |                                         |          |  |  |          |          |          |          |          |          |  |  |          |          |          |          |          |          |  |  |             |             |             |             |             |             |  |  |  |  |  |  |  |  |  |  |  |  |  |  |  |  |  |  |  |  |  |  |  |  |  |  |  |  |  |  |  |  |  |  |  |  |
| A股公众股东 | A股公众股东 | A股公众股东 | A股公众股东 | A股公众股东 | A股公众股东 |  |  | 盛睿投资 | 盛睿投资 | 盛睿投资 | 盛睿投资 | 盛睿投资 | 盛睿投资 |  |  |          |          |          |          |                                         |          |  |  |          |          |          |          |          |          |  |  | 上药集团 | 上药集团 | 上药集团 | 上药集团 | 上药集团 | 上药集团 |  |  | H股公众股东 | H股公众股东 | H股公众股东 | H股公众股东 | H股公众股东 | H股公众股东 |  |  |  |  |  |  |  |  |  |  |  |  |  |  |  |  |  |  |  |  |  |  |  |  |  |  |  |  |  |  |  |  |  |  |  |  |
| A股公众股东 | A股公众股东 | A股公众股东 | A股公众股东 | A股公众股东 | A股公众股东 |  |  | 盛睿投资 | 盛睿投资 | 盛睿投资 | 盛睿投资 | 盛睿投资 | 盛睿投资 |  |  |          |          |          |          |                                         |          |  |  |          |          |          |          |          |          |  |  | 上药集团 | 上药集团 | 上药集团 | 上药集团 | 上药集团 | 上药集团 |  |  | H股公众股东 | H股公众股东 | H股公众股东 | H股公众股东 | H股公众股东 | H股公众股东 |  |  |  |  |  |  |  |  |  |  |  |  |  |  |  |  |  |  |  |  |  |  |  |  |  |  |  |  |  |  |  |  |  |  |  |  |
| 27.76%      | 27.76%      | 27.76%      | 27.76%      | 27.76%      | 27.76%      |  |  | 6.04%    | 6.04%    | 6.04%    | 6.04%    | 6.04%    | 6.04%    |  |  | 3.02%    | 3.02%    | 3.02%    | 3.02%    | 3.02%                                   | 3.02%    |  |  | 6.81%    | 6.81%    | 6.81%    | 6.81%    | 6.81%    | 6.81%    |  |  | 27.89%   | 27.89%   | 27.89%   | 27.89%   | 27.89%   | 27.89%   |  |  | 28.48%      | 28.48%      | 28.48%      | 28.48%      | 28.48%      | 28.48%      |  |  |  |  |  |  |  |  |  |  |  |  |  |  |  |  |  |  |  |  |  |  |  |  |  |  |  |  |  |  |  |  |  |  |  |  |
| 27.76%      | 27.76%      | 27.76%      | 27.76%      | 27.76%      | 27.76%      |  |  | 6.04%    | 6.04%    | 6.04%    | 6.04%    | 6.04%    | 6.04%    |  |  | 3.02%    | 3.02%    | 3.02%    | 3.02%    | 3.02%                                   | 3.02%    |  |  | 6.81%    | 6.81%    | 6.81%    | 6.81%    | 6.81%    | 6.81%    |  |  | 27.89%   | 27.89%   | 27.89%   | 27.89%   | 27.89%   | 27.89%   |  |  | 28.48%      | 28.48%      | 28.48%      | 28.48%      | 28.48%      | 28.48%      |  |  |  |  |  |  |  |  |  |  |  |  |  |  |  |  |  |  |  |  |  |  |  |  |  |  |  |  |  |  |  |  |  |  |  |  |
|             |             |             |             |             |             |  |  |          |          |          |          |          |          |  |  |          |          |          |          |                                         |          |  |  |          |          |          |          |          |          |  |  |          |          |          |          |          |          |  |  |             |             |             |             |             |             |  |  |  |  |  |  |  |  |  |  |  |  |  |  |  |  |  |  |  |  |  |  |  |  |  |  |  |  |  |  |  |  |  |  |  |  |
|             |             |             |             |             |             |  |  |          |          |          |          |          |          |  |  |          |          |          |          | 上海医药集团股份有限公司 （“上海医药”） |          |  |  |          |          |          |          |          |          |  |  |          |          |          |          |          |          |  |  |             |             |             |             |             |             |  |  |  |  |  |  |  |  |  |  |  |  |  |  |  |  |  |  |  |  |  |  |  |  |  |  |  |  |  |  |  |  |  |  |  |  |

## 产业布局
截至2011年12月末，上海医药在中国境内拥有主要附属企业15家，其中分销企业2家、制药企业7家（含中外合资2家）、中药材企业6家。2012年第1季度，上海医药的分销业务实现营业收入144亿元，占总营收的85%；制药（含中药材）业务实现营收25亿元，占总营收的15%。具体情况如下：

### 分销企业
- 上海医药分销控股有限公司
- 上药科园信海医药有限公司（原中信医药实业有限公司）

### 制药企业
- 上海上药信谊药厂有限公司
- 上海第一生化药业有限公司
- 上海新亚药业有限公司
- 常州药业股份有限公司
- 上海中西三维药业有限公司

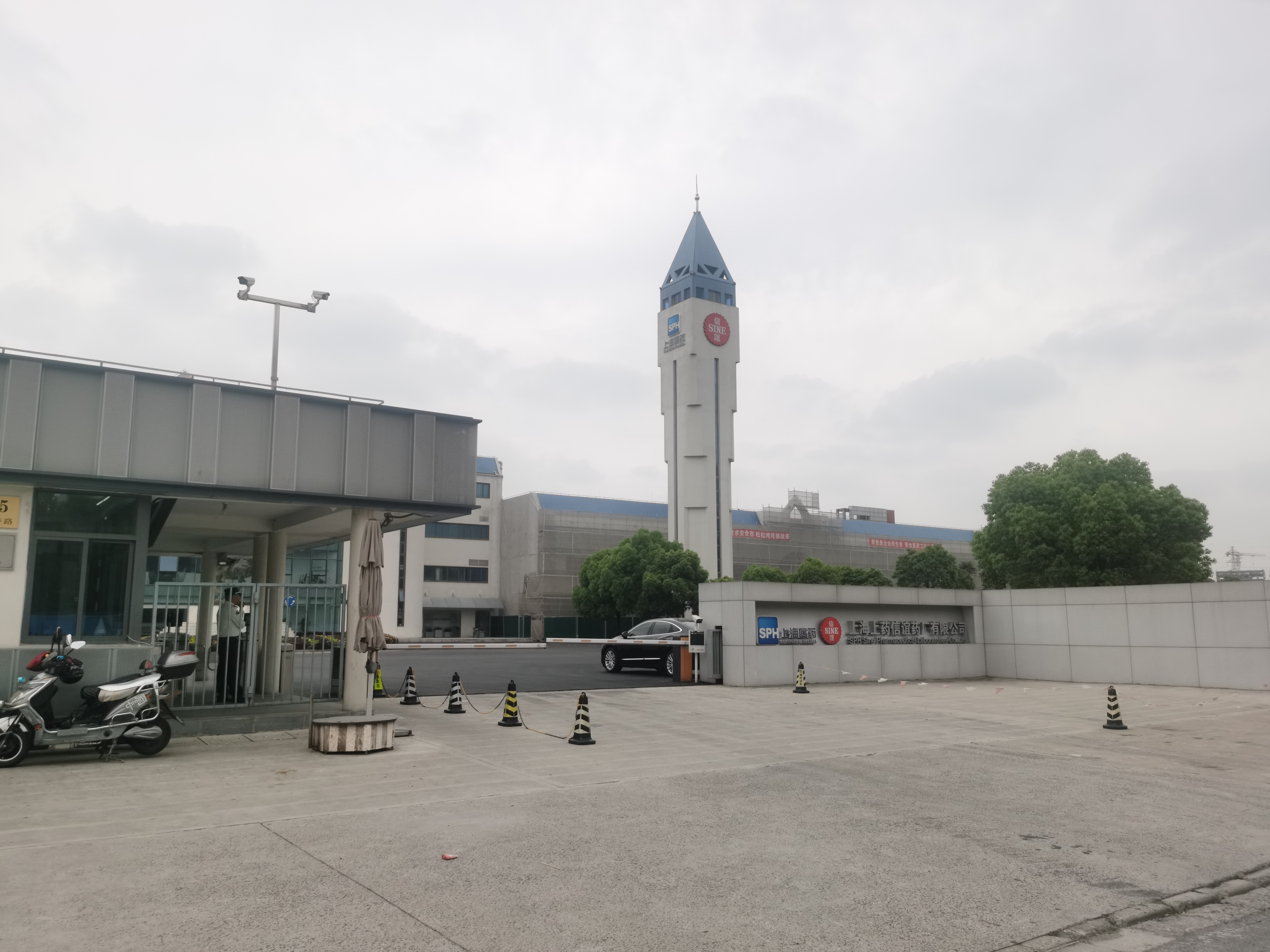
上海上药信谊药厂有限公司，位于浦东新区新金桥路

- 中美上海施贵宝制药有限公司（参股，中外合资）
- 上海罗氏制药有限公司（现由上海医药的附属公司中西三维参股，中外合资）

### 中药材企业
- 上海市药材有限公司
- 正大青春宝药业有限公司
- 青岛国风药业股份有限公司
- 上海中华药业有限公司
- 厦门中药厂有限公司
- 杭州胡庆余堂药业有限公司

## 重大事件

### 重大资产重组
“重大资产重组”的正式提法为“上海市医药股份有限公司换股吸收合并、发行股份购买资产暨关联交易”，系指上海医药在2009年至2011年期间通过换股的方式吸收合并上实医药、中西药业，通过定向发行股份购买上药集团和上实控股医药资产等若干重大资产重组交易。

该次重大资产重组主要包括四个部分：
1. 上海医药换股吸收合并上实医药
2. 上海医药换股吸收合并中西药业
3. 上海医药向上药集团发行股份并以募集资金购买上药集团的医药资产
4. 上海医药向上海上实发行股份并以募集资金购买上实控股的医药资产

#### 缘起和方案[5]
2008年7月，上海市国资委将上海工业投资（集团）有限公司和上海华谊（集团）公司分别持有的合计60.00%的上药集团的股权无偿划拨给上海上实。因上海上实为上实集团所托管，故上实集团成为上药集团及其附属公司上海医药、中西药业的实际控制人。由于历史原因，同受上实集团控制的上实控股（港交所：00363）旗下尚有包括上实医药在内的部分医药资产，与上药集团存在一定程度的潜在同业竞争。为解决同业竞争问题，实现产业资源整合，上实集团决定以上海医药聚集旗下医药资产，打造单一上市平台。

该次重大资产重组的草案于2009年10月15日发布，具体情况如下：
1. 上实医药股票以1:1.61的比例换取上海医药股票，换股后上实医药完全并入上海医药，并注销独立法人资格；
2. 中西药业股票以1:0.96的比例换取上海医药股票，换股后中西药业完全并入上海医药，并注销独立法人资格；
3. 国盛集团和申能集团为上海医药的异议股东提供收购请求权，为上实医药、中西药业的异议股东提供现金选择权；
4. 上海医药向上药集团以每股11.83元的价格非公开发行约4.55亿股股票，并以所获资金购买上药集团旗下的医药资产，包括信谊药厂100.00%的股权、第一生化100.00%的股权、上海药材100.00%的股权、中华药业100.00%的股权等；
5. 上海医药向上海上实以每股11.83元的价格非公开发行约1.69亿股股票，并以所获资金购买上实控股旗下的医药资产，包括正大青春宝55.00%的股权、胡庆余堂51.01%的股权等。

#### 授权和批准[6]
上海医药和相关交易方的授权和批准情况如下：
- 上海医药：2009年10月14日，上海医药董事会批准了该次重大资产重组方案；11月5日，上海医药股东大会批准了该次重大资产重组方案；11月9日，上海医药董事会批准了部分补充方案
- 上实医药、中西药业：2009年10月14日，上实医药和中西药业的董事会分别批准了上海医药吸收合并其公司的议案；11月5日，上实医药和中西药业的股东大会分别批准了上海医药吸收合并其公司的议案
- 上药集团：2009年8月14日，上药集团股东会对该次重大资产重组作出了相关安排；同月27日，上药集团董事会对该次重大资产重组作出了相关安排
- 上实控股：2009年10月14日，上实控股董事会批准了上海医药购买其公司部分资产的议案；11月16日，上实控股股东大会批准了上海医药购买其公司部分资产的议案
- 上海上实、上实集团：2009年9月28日，上海上实、上实集团分别对该次重大资产重组作出了相关安排

主管机关的批准情况如下：
- 2009年9月24日，上海市国资委原则同意该次重大资产重组
- 2009年10月30日，国务院国资委批准该次重大资产重组方案
- 2009年11月3日，上海市国资委批准该次重大重组方案
- 2009年12月4日，上海市商务委批准上海医药吸收合并上实医药
- 2009年12月7日，上海市商务委批准上海医药收购上实控股的部分医药资产
- 2009年12月15日，国务院发改委批准该次重大资产重组方案的境外部分
- 2009年12月22日，国务院商务部批准上海医药收购上海实业医药科技（集团）有限公司
- 2010年1月29日，中国证监会批准该次重大资产重组方案

#### 结果和后续
2010年2月9日，上海医药发布的《关于非公开发行股票购买资产相关资产过户完成公告》显示：截至公告发布日，信谊药厂等13家公司的股权和上药集团的部分固定资产、在建工程、无形资产已过户给上海医药；2月25日，上海医药发布的《关于换股吸收合并上海实业医药投资股份有限公司和上海中西药业股份有限公司完成结果、股份变动暨新增股份上市公告》显示：该次换股吸收合并已于2月23日完成。

上药集团、上海上实、国盛集团、申能集团等上海医药股东承诺在该次重大资产重组完成之日起36个月之内锁定相关股份。

2012年5月11日，上海医药发布公告称：上药集团因未能督促有关单位推进相关瑕疵土地房产的规范工作被上海证监局责令公开说明措施。

### 葛剑秋辞职事件

#### 当事人
葛剑秋，男，1970年8月出生。华东政法学院（现华东政法大学）法学（经济法律方向）学士，哥伦比亚大学法律硕士。

2010年3月31日，经上海医药第四届董事会第一次会议选聘，获任命为上海医药副总裁。任期自2010年3月31日起至2013年3月31日止。

#### 首次辞职
2011年6月末，坊间传出上海医药副总裁葛剑秋因上海医药内部有人员向上海市国资委递交匿名举报信而愤然辞职的消息。该举报信声称：“上海医药对中信医药的收购溢价PE倍数达25倍，定价之高，有国有资产流失之嫌。”葛剑秋认为：“这个匿名举报的人应该是来自上药内部相当高层的人员，虽然我现在并没有完全确实的证据，但是包括我在内的集团高层都对这一点比较确信。”随后，又传出了葛剑秋在辞表即将生效之际撤销辞职的消息。2011年8月15日，在上海医药中期业绩报告会上，上海医药董事长吕明方首度回应该消息称：“举报信确实有，但整件事情主要指向中信医药的收购。事实上，在这次收购之前与之后，竞争对手公司的收购给出的PE值都有比中信医药高的。”间接表达了对葛剑秋的支持。

### 吕明方离职事件

#### 当事人
吕明方，男，1957年3月出生。复旦大学经济学硕士，香港中文大学专业会计学硕士。高级经济师。

2008年12月29日，经上海医药2008年第2次临时股东大会选举，当选上海医药董事；同日，经上海医药第三届董事会第三次会议选举，当选上海医药董事长；2010年3月31日，经上海医药2010年第1次临时股东大会选举，再次当选上海医药董事；同日，经上海医药第四届董事会第一次会议选举，再次当选为上海医药董事长。任期自2010年3月31日起至2013年3月31日止。

#### 事件曝光
2012年3月25日晚间，网易财经报道：“从接近上海医药高层人士获悉，吕明方在日前被免去公司董事长一职，理由未知。”“前述知情者向网易财经表示，吕明方的被免职，是上海医药重组中改革派的失败。”对此，上海医药董事会秘书韩敏回应称：并未听说吕明方离职的消息。并称上周吕明方还在公司主持会议，讨论董事会议案。随后，上海医药原副总裁葛剑秋表示：“吕董将被免职的消息上周我就听说了。”上海医药董事长吕明方被免职几乎已成定局。并针对其在上海医药任职期间的作为评论道：“我承认，我们有些事情做得太急了，没有想得很到位。世界上没有万全之策，我只是不知道我们改革的这个方向公众是不是认同。但现在来看，公众不理解我们，认为我们是在‘狗咬狗’。”

#### 事件证实
2012年3月29日上午，财新网报道：吕明方在前一日回复财新网记者的短信中称：“我是服从实际控制人的工作安排。”财新网透露：一名接近上海医药的知情人士则告诉财新网记者，吕明方主动提起他的职位任免问题，由于与会董事没有想到吕明方会主动提及此事，并未进行深入的讨论，大多表示“回去商量商量考虑考虑”。但就在两三个小时后，财新即获知，吕明方离职已成定局。次日，上海医药发布H股通函《控股股东关于更换本公司董事的提议 董事长变动》，通函称：2012年3月29日，上海医药收到控股股东上药集团的来函，提议免去吕明方的上海医药董事长、执行董事、董事职务，并提名周杰为上海医药董事。上药集团“作出该等提议的原因是吕明方先生的工作将另有安排。”通函同时表示：董事会已免去了吕明方的董事长职务，但其仍为公司董事，关于免去其董事职务的议案将列入股东大会议程。

#### 事件后续
据2012年4月18日出版的《上海医药报》报道：上药集团于2012年4月10日发布人事任免职的通知：“根据上海实业（集团）有限公司《上实集人发字〔2012〕8号文》的通知，并经上海医药（集团）有限公司2012年第一次股东会议及第三届董事会第三十一次会议审议，决定：周杰先生任上海医药（集团）有限公司董事、董事长；吕明方先生不再担任上海医药（集团）有限公司董事、董事长职务。”于2012年5月2日发布的《上海医药集团股份有限公司2011年度股东大会会议文件》显示：免去吕明方董事职务的议案被列为该次会议的第10项议程；相应的，选举周杰为上海医药董事的议案被列为该次会议的第11项议程。

## 关联条目
- 国药控股股份有限公司
- 华润医药集团有限公司
- 九州通医药集团股份有限公司